# Hirvasjärvi (sjö i Lappland, lat 67,20, long 28,60)
Hirvasjärvi är en sjö i Finland. Den ligger i kommunen Savukoski i landskapet Lappland, i den norra delen av landet, 800 km norr om huvudstaden Helsingfors. Hirvasjärvi ligger 194,1 meter över havet. Arean är 30,2 hektar och strandlinjen är 2,7 kilometer lång. Sjön  ingår i Kemi älvs huvudavrinningsområde. 